# Ian Fitzpatrick
Ian Matthew Fitzpatrick (sinh ngày 22 tháng 9 năm 1980) ở Manchester, Anh, là một cầu thủ bóng đá người Anh đã giải nghệ thi đấu ở vị trí tiền đạo cho Manchester United, Halifax Town và Shrewsbury Town ở Football League.
Ông là em trai của cựu tiền vệ Blackburn Rovers và Hartlepool United Lee Fitzpatrick.
Ian đang làm việc ở vị trí Premiership Academy Coach ở Manchester City.